# NGC 5826
NGC 5826 (również NGC 5870, PGC 53949 lub UGC 9725) – galaktyka soczewkowata (S0), znajdująca się w gwiazdozbiorze Smoka.
Odkrył ją Lewis A. Swift 9 czerwca 1885 roku. Ponownie obserwował ją 11 czerwca, lecz nie zorientował się, że to ten sam obiekt (gdyż, jak się później okazało, błędnie obliczył rektascensję obiektu w trakcie wcześniejszej obserwacji i to aż o 7 minut) i skatalogował ją po raz drugi. John Dreyer w swoim New General Catalogue skatalogował obie obserwacje Swifta jako, odpowiednio, NGC 5826 i NGC 5870.